# Freddie Oversteegen
Freddie Oversteegen, née le 6 septembre 1925 à Schoten (Pays-Bas) (nl), morte le 5 septembre 2018 à Driehuis aux Pays-Bas, est une résistante néerlandaise durant la Seconde Guerre mondiale.
Elle entre dans la résistance à l'âge de 14 ans. Affiliée à un groupe communiste, elle effectue des missions de sabotage de voies ferrées, dissimule des familles juives et séduit des soldats nazis, avec sa sœur Truus Menger-Oversteegen et son amie Hannie Schaft, afin de les exécuter en forêt.

## Biographie

### Enfance
Freddie Oversteegen est née le 6 septembre 1925 dans le village de Schoten (nl), aux Pays-Bas . Elle a une sœur plus âgée, Truus. Elle et sa famille vivaient sur une péniche. Avant la guerre, la famille Oversteegen cachait des gens de Lituanie dans la cale de leur navire. Après le divorce de ses parents, elle est élevée par sa mère, dans les principes communistes. Elle déménage de la péniche dans un petit appartement. La mère de Freddie se remarie plus tard et donne naissance à un garçon. La famille vivait dans la pauvreté.

### Seconde Guerre mondiale
Durant la guerre, la famille Oversteegen a accueilli des personnes juives à son domicile. Un visiteur de passage propose à la mère d'enrôler les deux sœurs dans la résistance. Freddie Oversteegen est âgée de 14 ans. Elle et sa sœur aînée Truus commencent par distribuer des tracts anti-nazis, qui attirent l'attention du commandant du Conseil de la Résistance de Haarlem, Frans van der Wiel. Avec la permission de leur mère, les filles rejoignent le Conseil de la résistance. Freddie, sa sœur et son amie Hannie Schaft participent aux actions de sabotage contre l'occupation militaire nazie aux Pays-Bas. Elles utilisent de la dynamite pour détruire les ponts et les voies ferrées. En outre, elles ont aidé les enfants juifs en les faisant sortir clandestinement du pays ou en les aidant à échapper aux camps de concentration. Par ailleurs elles ont également tué des soldats nazis, des traîtres néerlandais et allemands. Freddie est la première des filles à tuer un soldat. Elles tiraient sur des soldats en conduisant leurs vélos. De plus, elles attiraient les soldats dans les bois après avoir flirté avec eux, puis elles les tuaient, avec la complicité d'autres personnes.

### Après-guerre
Freddie Oversteegen est membre du conseil d'administration de la Fondation nationale Hannie Schaft, créée par sa sœur, Truus.

### Vie personnelle
Freddie Oversteegen a épousé Jan Dekker, prenant le nom de Freddie Dekker-Oversteegen. Ils ont eu trois enfants. Avant sa mort, elle vivait en maison de repos à Driehuis.

## Distinction
Freddie Oversteegen et sa sœur Truus sont décorées, en 2014, de la Croix de mobilisation de guerre (en), pour leurs actions de résistance durant la Seconde Guerre mondiale.
Une rue de Haarlem porte son nom.